# Elecciones cantonales del Cantón del Tesino de 2023
Las elecciones cantonales de Tesino tuvieron lugar el 2 de abril de 2023 para renovar los 90 miembros del Consejo Cantonal y los 7 miembros del Consejo de Estado del cantón de Tesino.

## Antecedentes
En el cantón del Tesino, el poder legislativo está representado por el Gran Consejo (Gran Consiglio), compuesto por 90 miembros elegidos por representación proporcional en una única circunscripción cantonal. El poder ejecutivo corresponde al Consejo de Estado (Consiglio di Stato), conformado por cinco miembros también elegidos por sufragio directo. Ambos órganos se renuevan cada cuatro años en una misma jornada electoral.
En las elecciones cantonales de 2019, los principales partidos representados en el Gran Consejo fueron el Partido Liberal Radical (PLR), la Lega dei Ticinesi, el Partido Popular Democrático (actualmente denominado El Centro), el Partido Socialista (PS), la Unión Democrática de Centro (UDC) y Los Verdes. En los últimos años, la política cantonal se ha caracterizado por una progresiva fragmentación del electorado y una pérdida de influencia de los partidos tradicionales en favor de formaciones populistas o ecologistas, como la Lega o los Verdes.
De cara a las elecciones de 2023, el contexto político estuvo marcado por el estancamiento de algunas formaciones tradicionales y el avance de partidos con discursos más polarizados. Además, se observó un creciente desinterés ciudadano por la política cantonal, reflejado en una baja participación electoral que alcanzó mínimos históricos.
La jornada electoral se celebró el 2 de abril de 2023, y permitió la renovación simultánea del Gran Consejo y del Consejo de Estado. La participación fue del 55,99 %, la más baja registrada hasta la fecha en elecciones cantonales del Tesino.

## Resultados

### Consejo cantonal
|  | 18.62 % |

|  | 13.50 % |

|  | 11.70 % |

|  | 10.51 % |

|  | 8.01 % |

|  | 4.05 % |

|  | 2.75 % |

|  | 1.79 % |

|  | 1.39 % |

|  | 1.29 % |

|  | 1.24 % |

|  | 1.18 % |

|  | 0.63 % |

|  | 0.60 % |

|  | 22.77 % |

|  | 96.51 % |

|  | 3.49 % |

|  | 100.00 % |

|  | 55.99 % |